# Augustin Jakubisiak
Augustin Jakubisiak (né à Varsovie, 28 mai 1884 – et mort à Paris, 23 novembre 1945) était un prêtre et un philosophe polonais.

## Œuvre
L’œuvre philosophique de l'Abbé Jakubisiak débute par une étude critique des fondements du criticisme kantien, en particulier de ses preuves de l'apriorisme. Cette étude fut publiée en polonais à Varsovie en 1920, sous le titre Podstawy Krytycyzmu - Rozbiór krytyczny (Les fondements du criticisme - analyse critique).
À la suite de sa critique de Kant, l'auteur y soutient déjà ses principales thèses, à savoir : 1) l'inexistence du temps absolu; 2) la réalité de l'espace ou, plus exactement, des déterminations spatiales des choses; 3) la discontinuité et la fixité des êtres.
Ces thèses trouvent leur développement dans un ouvrage écrit en français et publié par l'Abbé Jakubisiak à Paris, en 1928, sous le titre : Essai sur les limites de l'espace et du temps (F. Alcan édit.) Cet ouvrage a reçu de l'Académie des sciences morales et politiques une mention très honorable.
La théorie de l'espace et du temps présentée dans l' Essai a l'avantage de s'accorder avec les données de la science, en particulier avec celles de la physique quantique et de la biologie. Pourtant les thèses de l'Abbé Jakubisiak sont basées sur des considérations logico-gnoséologiques concernant l'origine et le sens des premiers principes de la pensée.
Il y avait jusqu'ici deux explications opposées de l'origine de ces principes : l'explication péripatético-scolastique et l'explication criticiste. Selon la première, les premiers principes d'intelligibilité naissent du contact de l'intelligence avec l'être. Mais puisque l'être en question, que la noétique de l'école croit susceptible d'entrer en contact avec l'intelligence, n'est pas individuel, mais universel, il ne peut point servir de fondement aux premiers principes, dont les postulats s'appliquent parfaitement aux choses concrètes et ne se vérifient qu'imparfaitement dans les concepts abstraits. Selon la seconde explication, admise par la plupart des philosophes modernes, les premiers principes sont de pures normes, créées par notre esprit pour unifier les données de nos sens et les rendre ainsi rationnelles — intelligibles.
Ni l'une, ni l'autre explication ne satisfait l'Abbé Jakubisiak. Il cherche une autre réponse à la question de savoir d'où proviennent les premiers principes d'intelligibilité et ce qu'ils expriment.
Voici comment il résout le problème :
- Puisque les énoncés des premiers principes d'intelligibilité ne se laissent pas déduire des concepts abstraits, puisque, d'autre part, leur origine a priori est indémontrable, leur source et leur fondement doivent se trouver dans les choses concrètes. Mais s'il en est ainsi, il faut admettre, à l'encontre d'Aristote et de l'École, que les caractères communs n'épuisent pas notre connaissance des choses: celle-ci doit nous révéler quelque chose de leur fond individuel, puisque les premiers principes nous assurent d'une manière absolument certaine que chaque être est ce qu'il est et qu'ilk lui est impossible de se confondre avec n'importe quel autre être.
En partant de ces prémisses, l'Abbé Jakubisiak passe aux conséquences. En voici les plus importantes : si l'on admet l'origine concrète des premiers principes d'intelligibilité, la logique cesse aussitôt d'être un jeu stérile de l'esprit : elle devient une des sciences les plus exactes du réel, une science dont les indications doivent servir de guide et de lumière à toutes les investigations expérimentales.
- Cette conséquence s'applique aussi aux mathématiques; leur forme abstraite ne les empêche pas d'être révélatrice de l'ordre réel des choses. Cet ordre apparaît en particulier dans les nombres entiers cardinaux, dont la complexité nous révèle la structure variée des êtres dans l'espace. Les vues de l'Abbé Jakubisiak sur cette question se rapprochent de celles de Pythagore et de Platon parmi les Anciens, et d'Hermite parmi les Modernes; elles s'éloignent, par contre, des interprétations psychologiques et nominalistes, déduisant tous les nombres de la fonction de compter dans le temps.
Non moins important pour la philosophie et les disciplines intellectuelles connexes est le primat de l'individu, impliqué dans l'interprétation concrète des premiers principes. Tandis que pour la plupart des philosophes l'individu passe, sinon pour une abstraction, du moins pour un être irrationnel, il a une place centrale dans le système de l'Abbé Jakubisiak, tant au point de vue ontologique qu'au point de vue gnoséologique et moral. À ce problème qu'il soulève dans tous ses ouvrages, l'Abbé Jakubisiak consacre une étude spéciale intitulée : Le problème de l'Individu dans la philosophie de l'unité. Il y montre que, si tous les efforts des philosophes pour expliquer l'individu ont échoué, c'est parce qu'ils s'attaquaient à la tâche impossible de déduire le particulier du général, l'individuel du collectif, le concret de l'abstrait, l'être de la pensée.
L'impossibilité d'une pareille déduction est, selon l'Abbé Jakubisiak, la cause de la faillite de tous les systèmes unitaires que l'on connaît dans l'histoire de la philosophie. C'est cette impossibilité aussi qui, selon lui, est à la base de la crise récente du déterminisme. A l'exposé de cette crise, ainsi qu'à l'explication de ses causes et de ses conséquences, l'Abbé Jakubisiak consacre tout un ouvrage sous le titre : La pensée et le Libre Arbitre (Vrin, 1936).
L'auteur y envisage trois attitudes possibles de la raison par rapport au problème du libre arbitre : attitude déterministe, attitude indéterministe et attitude d'autodéterminisme.